# Josef Polák

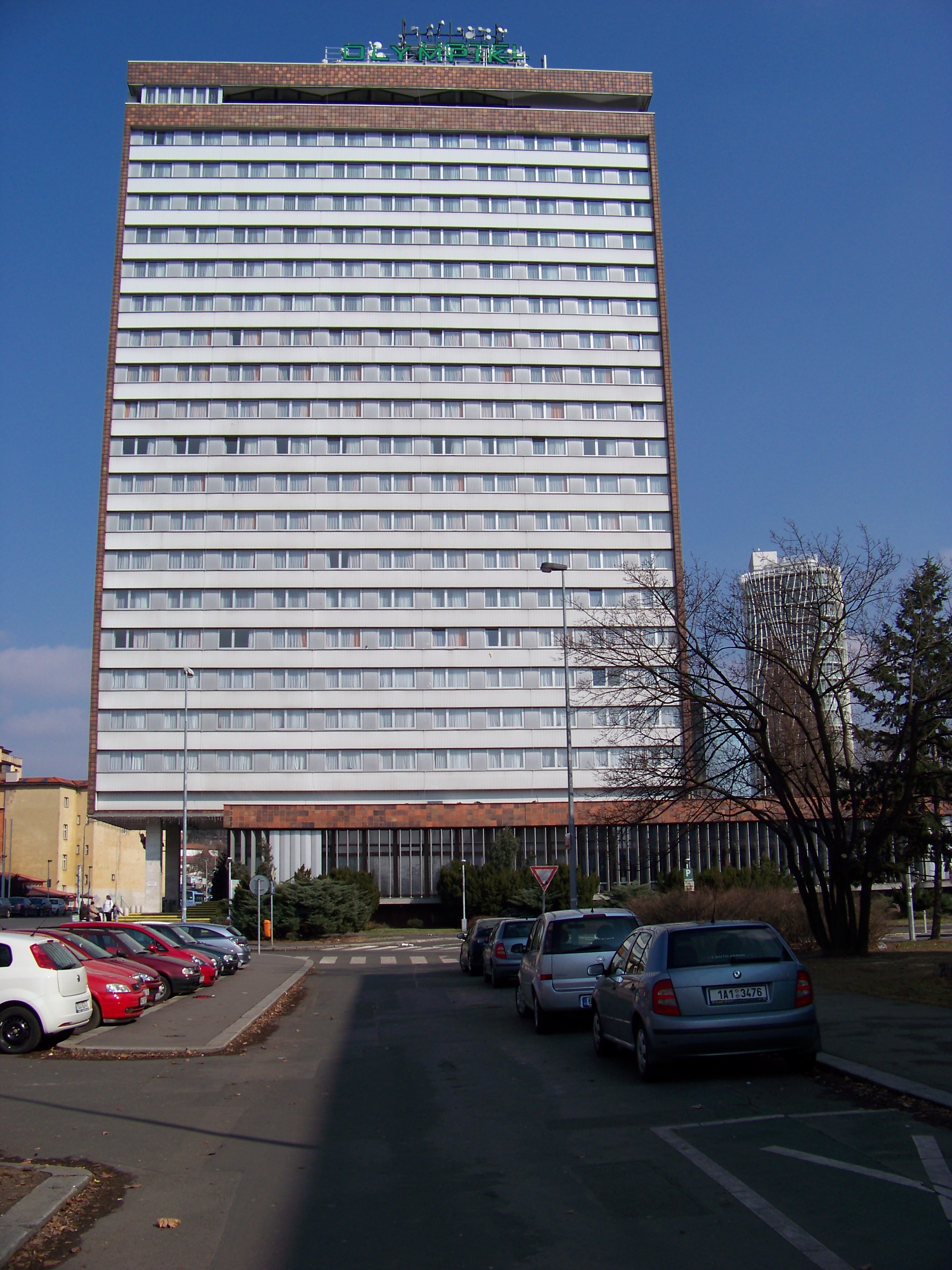
Hotel Olympik (1970)

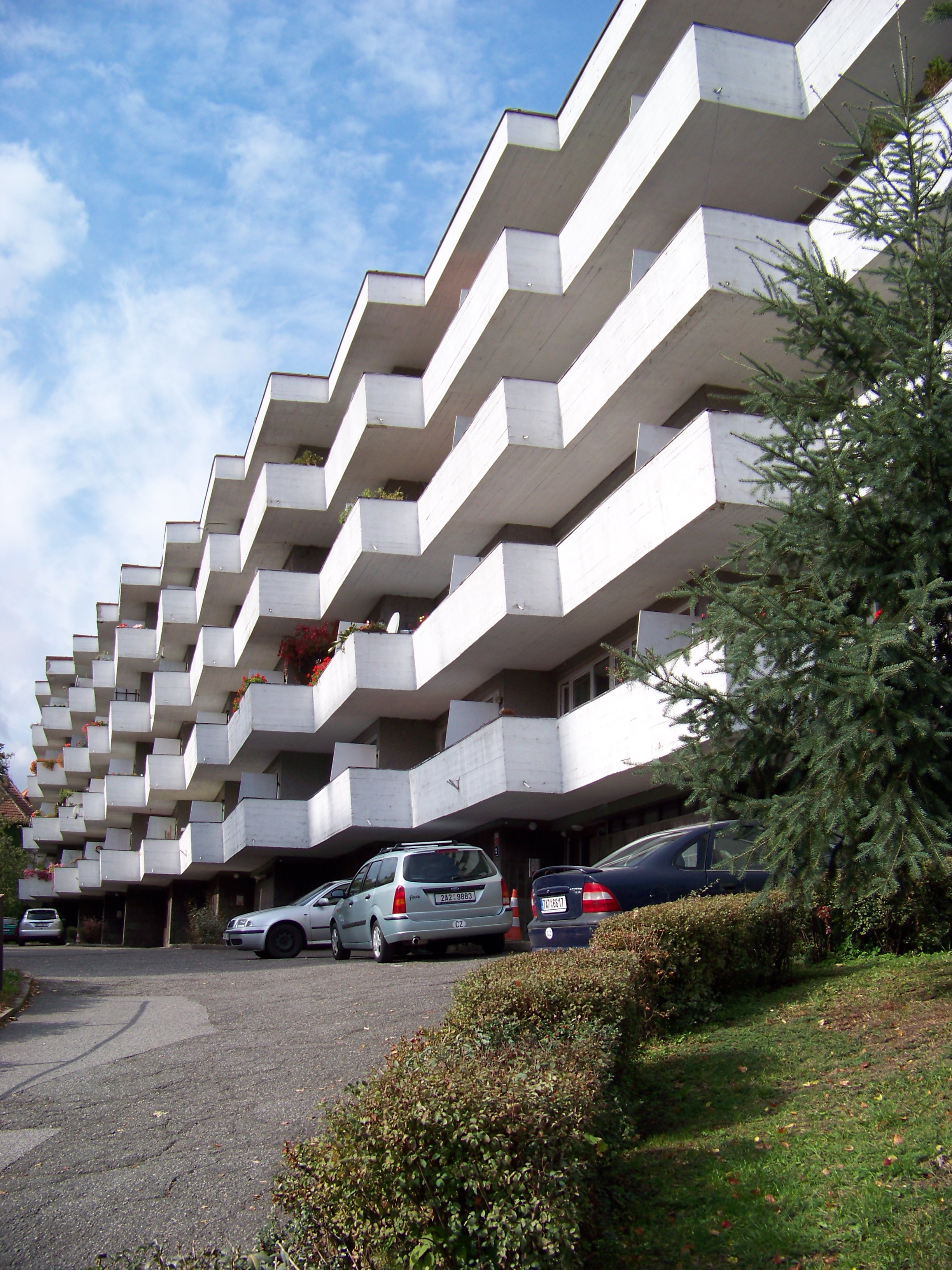
Genossenschaftswohnungen (1970)

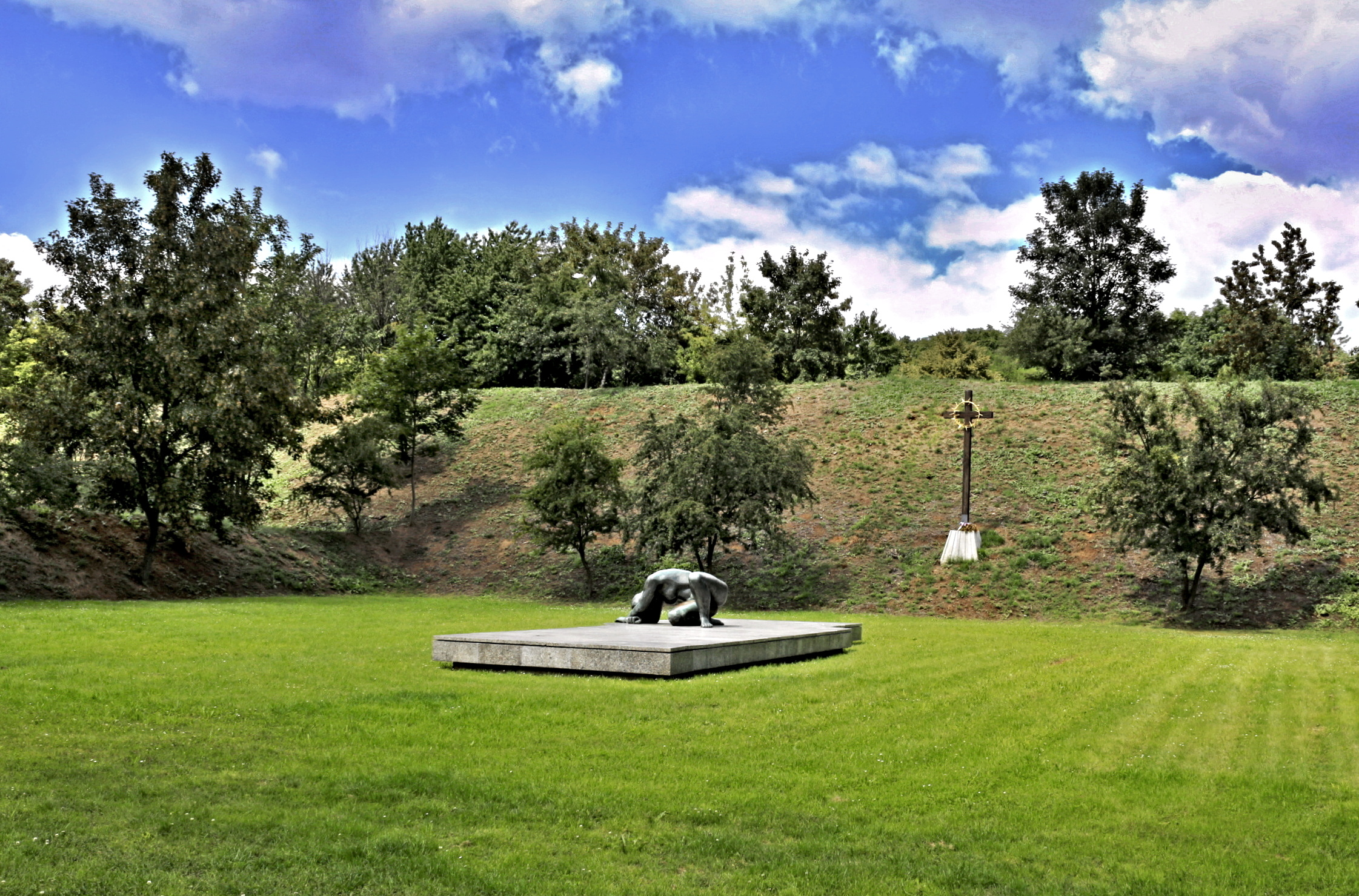
Schießplatz Kobylisy (1975)

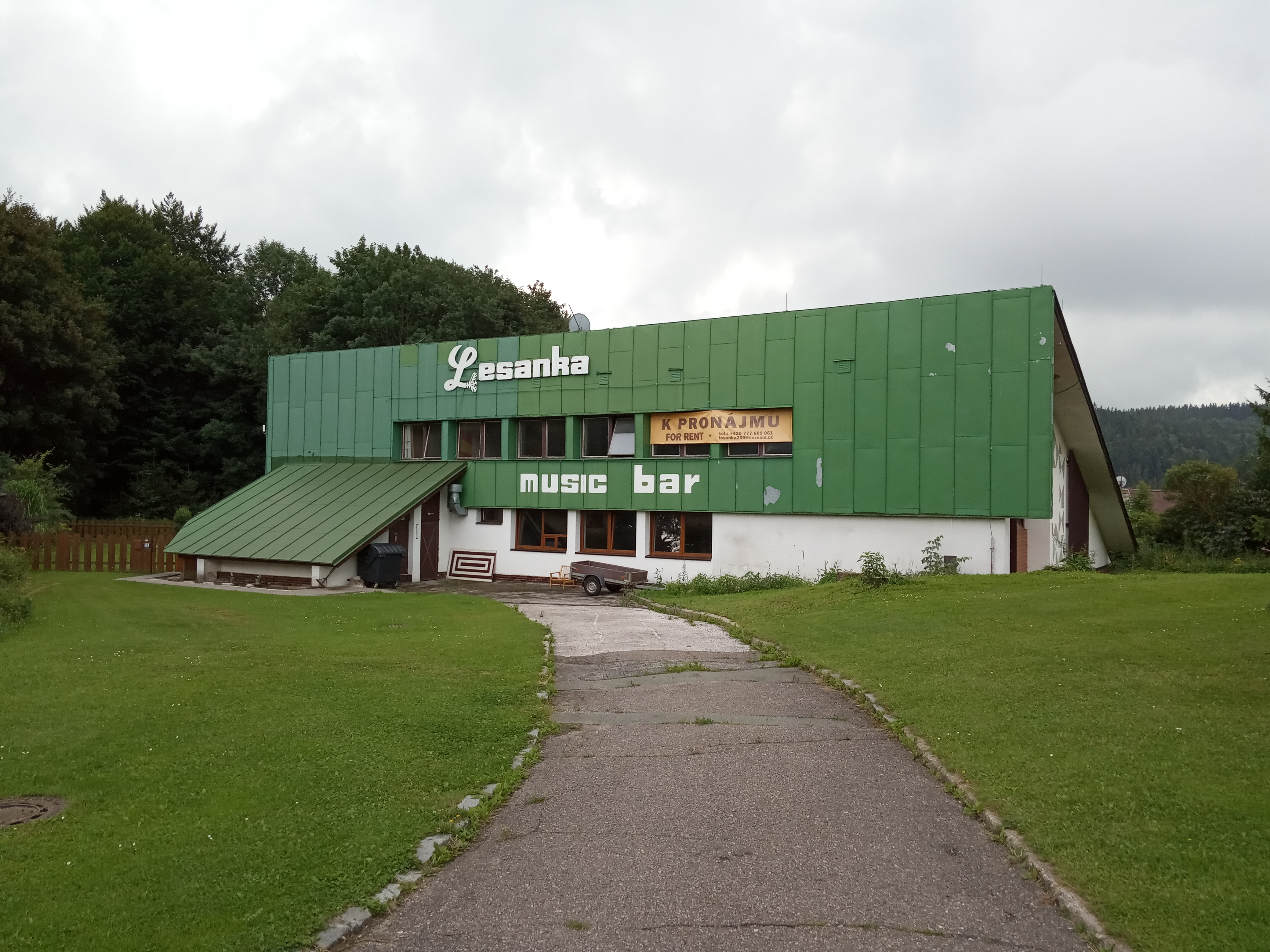
Gasthaus (1978)

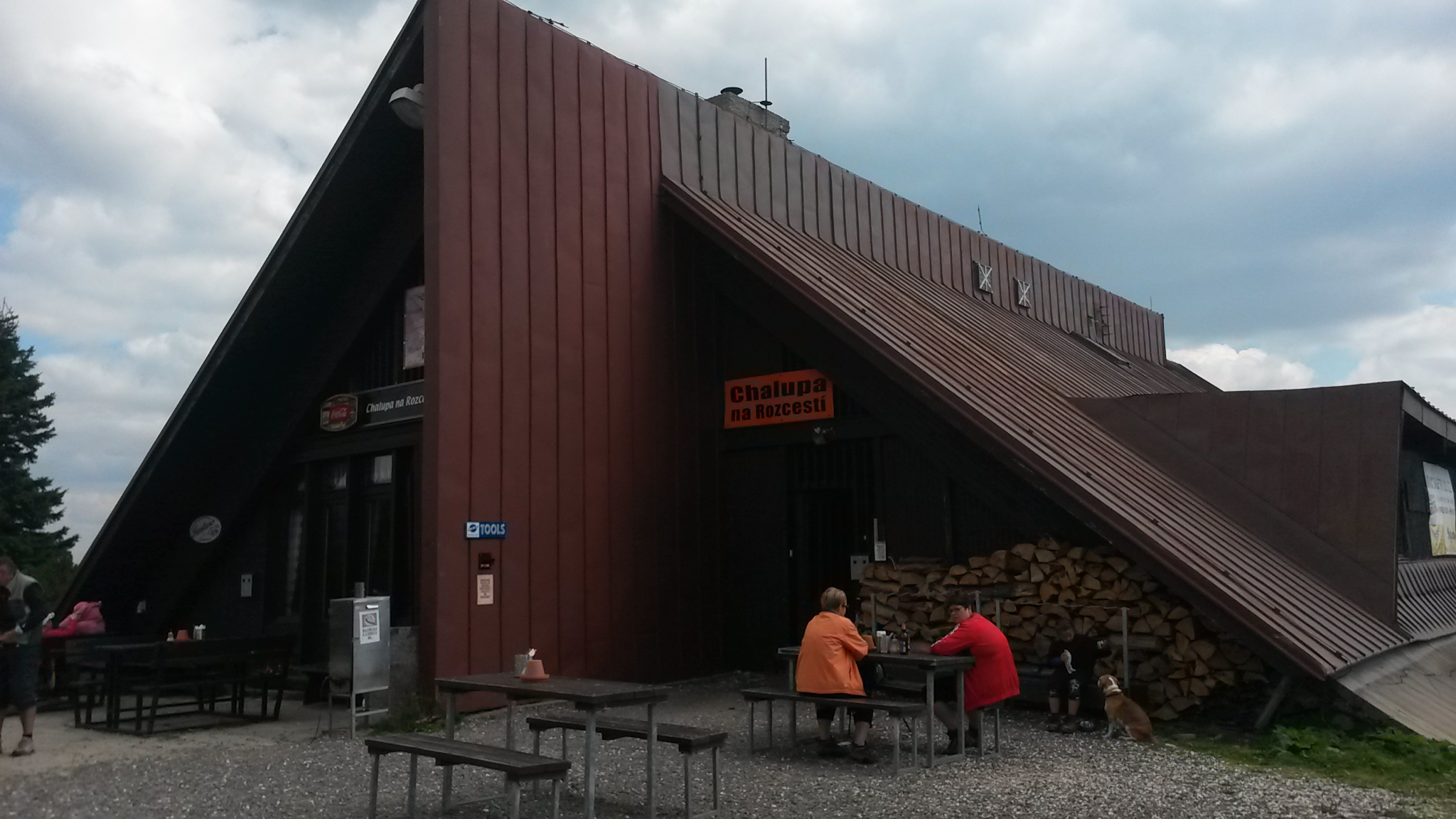
Chalupa na rozcestí (1978–1981)

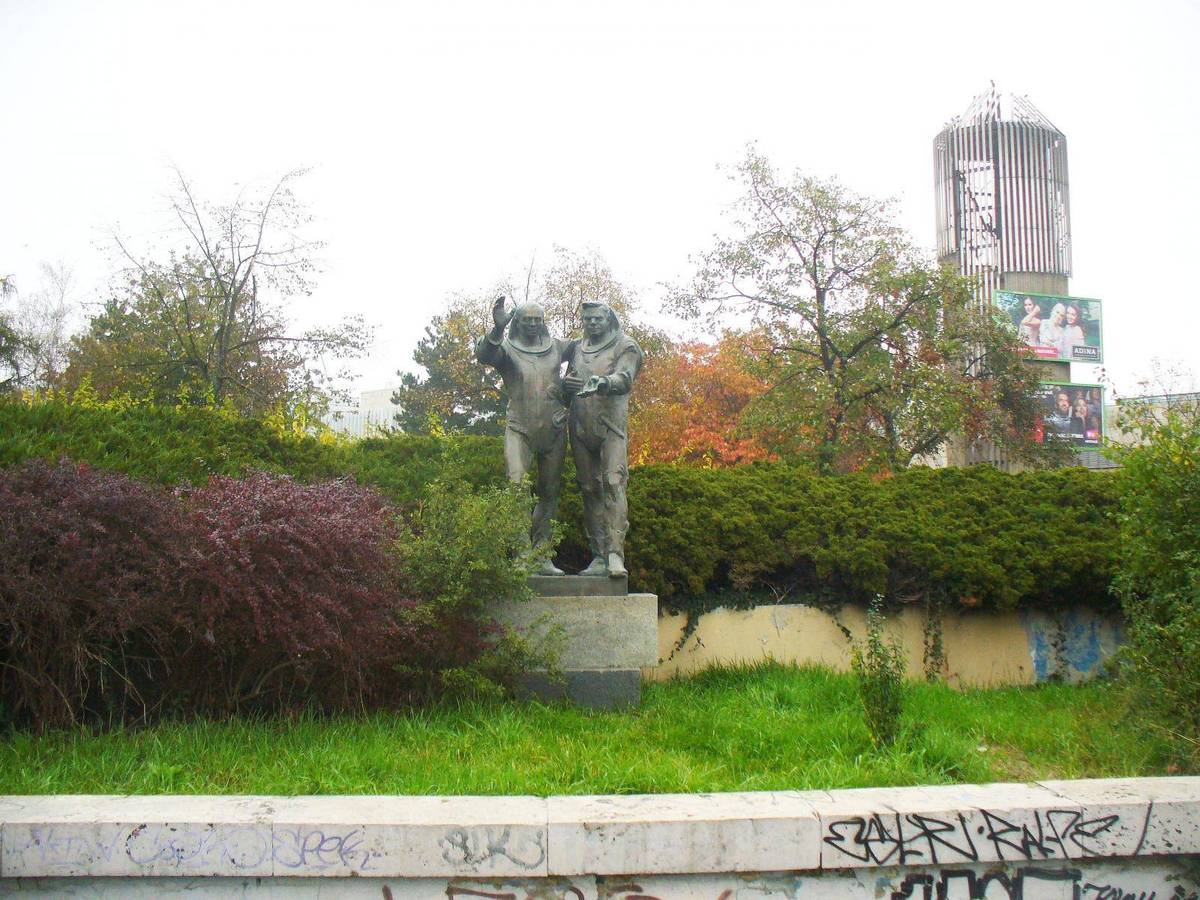
Statue der Kosmonauten (1979–1980)

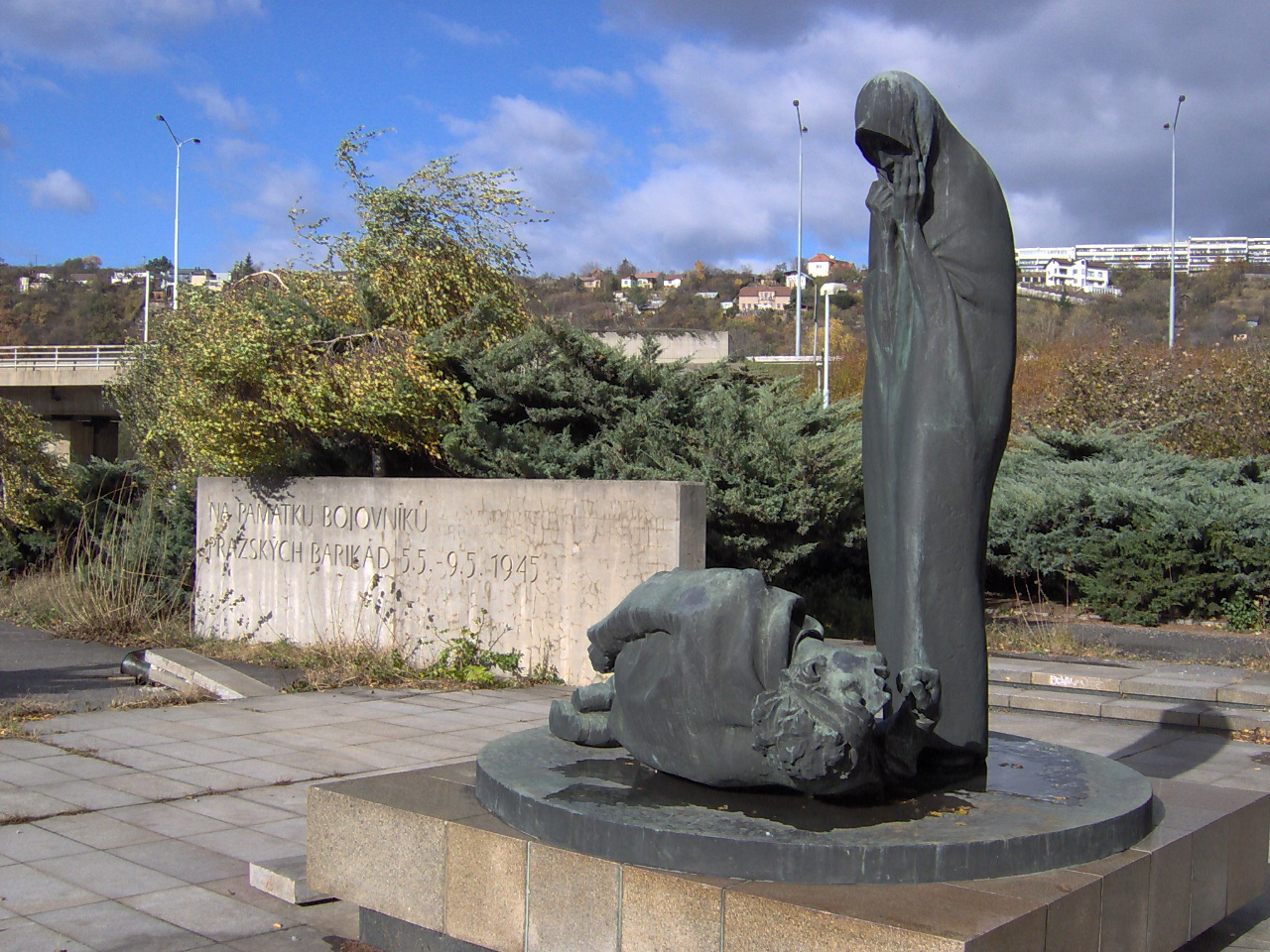
Barrikadenkämpfer Denkmal (1984)

Josef Polák (* 21. Dezember 1923 in Vesec bei Jičín, Okres Jičín, Tschechoslowakei; † 5. August 1994 in Prag, Tschechien) war ein tschechischer Architekt der Nachkriegsmoderne.

## Leben
Polák wurde als Sohn eines Schuhmachers geboren.
Nach dem Abschluss der Bürgerschule in Jičín 1938 begann er als Maurerlehrling bei der ortsansässigen Baufirma Holeček, wo er die Baupraxis und die Grundsätze der wirtschaftlichen Planung kennenlernte. Parallel dazu besuchte er von 1938 bis 1942 die Baugewerkschule in Jičín; sein Lehrdiplom erhielt er 1942. Wahrscheinlich auf Empfehlung des Ing. Holeček, der sein Talent erkannt hatte, trat er im September 1942 in die Höhere Industrieschule in Hradec Králové (Königgrätz) ein, wo er die Meisterschule für Bauwesen besuchte.
In den Jahren 1944–1945 beteiligte er sich aktiv am antifaschistischen Widerstand, war Mitglied einer Partisanengruppe, die in Nordostböhmen und auch im Sudetenland operierte, und war sogar am Slowakischen Nationalaufstand beteiligt, wofür er nach Kriegsende zahlreiche Auszeichnungen erhielt. Im Juni 1946 schloss er die Höhere Industrieschule mit einer sehr guten Note in der Abschlussprüfung ab und erhielt damit die Berechtigung, an der Universität Architektur zu studieren.
Ab September 1946 besuchte er die Tschechische Technische Universität Prag. Er finanzierte sein Studium mit Hilfe eines Stipendiums und teilweise mit Sport. Er boxte bei bezahlten Turnieren im Lucerna-Palast und spielte Profi-Eishockey in Kladno. In der Wehrpflichtigenvereinigung der Tschechoslowakischen Sozialistischen Republik begeisterte er sich für das Fallschirmspringen: als Ausbilder nahm er 1948 an der Fallschirmausbildung der israelischen Hagana in der Tschechoslowakei teil; dafür ist ein Dankschreiben des Staates Israel überliefert. Trotz all dieser Aktivitäten studierte er mit sehr guten Noten, u. a. bei Antonín Ausobský, Antonín Černý, Karel Hanuš und Severin Ondřej.
Von der älteren Generation tschechischer Architekten beeinflussten ihn Josef Gočár, Pavel Janák und Otakar Novotný, und er fühlte sich zum Sozialen Wohnungsbau hingezogen: den Bau kleiner Wohnungen mit gutem architektonischen Standard zu minimalen Kosten und mit moderner technischer Ausstattung. Von Beginn seines Studiums an bewunderte er den Funktionalismus und den Konstruktivismus. Er verfügte über ein großes Wissen auf diesem Gebiet der Architekturgeschichte und bewunderte die antike Architektur, aber auch die Renaissance und den Barock.
In der zweiten Hälfte seines anschließenden Grundwehrdienstes wurde Josef Polák an das Militärische Konstruktionsinstitut versetzt, wo er wahrscheinlich bis 1957 als Zivilangestellter blieb. In diese Zeit fallen auch seine ersten Realisierungen. Nach 1957 ging er an das 1950 gegründete Prager Entwurfs-Institut (Pražském projektovém ústavu, PPÚ), wo er bald Leiter des Ateliers 2 mit etwa 60 Mitarbeitern wurde. Der Gewinn des Wettbewerbs für die Experimentalsiedlung „Sídliště Invalidovna“ bedeutete einen großen beruflichen Durchbruch. Große Aufträge für Wohnhäuser und Wohnkomplexe folgten.
1968 hielt sich Polák zu einem Studien- und Arbeitsaufenthalt in England auf. In den 1970er Jahren arbeitete er mit führenden Bildhauern bei der Errichtung von Denkmälern zusammen und entwarf auch zahlreiche Familienhäuser, die Investoren in Eigenleistung errichteten. Die Anzahl dieser Häuser lässt sich nicht mehr feststellen. Zudem entstanden einige bemerkenswerte gastronomische Einrichtungen im tschechischen Teil des Riesengebirges.
Die Stagnation der Bautätigkeit nach der Samtenen Revolution 1989 überschattete Poláks letzte Lebensjahre: in seiner Firma AD Atelier führte er zusammen mit Rudolf Hadrava und seinem Sohn Jan Polák nur noch kleinere Aufträge aus.

## Bauten und Entwürfe
- 1960: Rezidence Expo in der Versuchssiedlung Invalidovna in Prag 8° (mit Vaclav Šalda) ⊙
- 1961: Turmhaus der Siedlung Hloubětín in Prag 9°
- 1963: Hochhäuser der Wohnsiedlung Invalidovna
- 1967–1969: Hotelanlage in Petřiny, Prag 6° ⊙
- 1970: Hotel Olympik in Prag 8° (mit Vaclav Šalda, Jan Zelený, Milan Rejchl) ⊙
- 1970: Genossenschaftswohnungen in Dejvice, Prag 6°[2] ⊙
- 1970: Wohnhaus für den Dirigenten Zdeněk Košler in Hanspaulka, Prag 6° (2016 abgerissen)
- 1971–1976: Terrassenhaus in Smíchov, Prag 5°[3] ⊙
- 1975: Denkmal für den antifaschistischen Widerstand auf dem Schießplatz Kobylisy in Kobylisy, Prag 8° (zentrale Gedenktafel von Miloš Zet, Mosaik von Martin Sladký) ⊙
- 1978: Gasthaus in Janské Lázně ⊙
- 1979–1980: Statue der Kosmonauten am U-Bahnhof Háje (Skulptur von Jan Bartoš) ⊙
- 1984: Denkmal für die Kämpfer des Prager Aufstandes an der Barrikadenkämpferbrücke (Most Barikádníků) in Prag (Skulptur von Josef Malejovský) ⊙
- 1978–1981: Erfrischungsstation Chalupa na Rozcestí in Pec pod Sněžkou[4] ⊙
- Musiktheater Karlín (Umbau)
- Restaurant in Třeboň
- Restaurant in Karlštejn ⊙